# Марсіанський метеорит
Марсіанський метеорит — це камінь (гірська порода), який сформувався на планеті Марс, був викинутий із планети внаслідок падіння на неї астероїда або комети, та врешті-решт потрапив на Землю. Із понад 61 000 метеоритів, знайдених на Землі, 132 були ідентифіковані як марсіанські (станом на 3 березня 2014 року). Вважається, що ці метеорити походять із Марса, оскільки вони містять такі композиції хімічних елементів та ізотопів, що відповідають композиції марсіанських скельних порід та газів, які були проаналізовані за допомогою інструментарію космічних апаратів, які працюють на цій планеті. 17 жовтня 2013 року NASA опублікували доповідь на основі аналізу аргону в атмосфері Марса, який був виконаний марсоходом «К'юріосіті». За даними цієї доповіді, деякі з тих метеоритів, які були знайдені на Землі, і щодо яких існувало лише припущення про марсіанське походження, виявилися таки справді марсіанськими.
Однак термін «марсіанський метеорит» не стосується метеоритів, знайдених на Марсі, таких як Heat Shield Rock.
3 січня 2013 року NASA опублікували дані стосовно метеорита під назвою NWA 7034 (кодова назва — «Black Beauty»), знайденого в пустелі Сахара у 2011 році, згідно з якими цей метеорит походить з Марса і містить вдесятеро більше води, ніж будь-які інші марсіанські метеорити, знайдені на Землі. Вік цього метеорита оцінили в 2.1 мільярда років, а це означає, що він у формі скельної породи був сформований на Марсі протягом Амазонського геологічного періоду.

## Історія
До початку 1980-х було очевидно, що SNC-група метеоритів (від Shergottites — шерготити, Nakhlites — Накліти, Chassignites — шасиньїти) значно відрізняється від більшості інших типів метеоритів. До цих відмінностей належали менший вік (час, коли була сформована порода), відмінний вміст ізотопів оксигену, присутність продуктів водного метаморфізму або вивітрювання, а також певна схожість хімічного складу із хімічним складом порід, досліджених у 1976 році апаратами Viking. Декілька дослідників (напр., Сміт et al. та Трайман et al.) висловлювали припущення, що ці характеристики свідчать про походження SNC-метеоритів від порівняно великого батьківського тіла, ймовірно Марса. Пізніше, у 1983 році, в склянистій масі імпактного походження в метеориті-шерготиті EET79001 було виявлено ув'язнені гази, які за своєю композицією нагадували гази у складі марсіанської атмосфери, дані про які було отримано в ході програми «Вікінг». Ці ув'язнені гази стали прямим доказом марсіанського походження даного метеорита. У 2000 році вийшла стаття авторства Траймана, Ґлісона та Боґарда, які в ній дали загальний огляд всіх аргументів, які були використані для підтвердження висновку про те, що SNC-метеорити справді походять із Марса (на момент виходу статті було відомо 14 таких метеоритів). Вони написали так:

| «Існує лише дуже незначна ймовірність, що SNC-метеорити походять не з Марса. Якби вони були з іншого планетного тіла, воно мало б бути істотно подібним до Марса, як це вже тепер розуміють.»[3] Оригінальний текст (англ.) «There seems little likelihood that the SNCs are not from Mars. If they were from another planetary body, it would have to be substantially identical to Mars as it now is understood.» |

## Підрозділи

Марсіанські метеорити діляться на 3 основні групи (помаранчевий) та дві міні-групи (жовтий). SHE = шерготити, NAK = Накліти, CHA = шасиньїти, OPX = ортопіроксеніти (ALH 84001), BBR = базальтова брекчія (NWA 7034).

Станом на 9 січня 2013 року, 111 із 114 марсіанських метеоритів відносяться до трьох рідкісних груп ахондритових (кам'яних) метеоритів: шерготити (96), Накліти (13), шасиньїти (2) та позагрупові (3). Втім, для позагрупових метеоритів теж визначили 2 окремі міні-групи, а саме — OPX, або ортопіроксеніти (до цієї належить незвичний метеорит Allan Hills 84001) та BBR, або базальтова брекчія (NWA 7034). Іноді, коли говорять про марсіанські метеорити в цілому, то використовують означення SNC-група. Вони мають співвідношення ізотопів, які, як стверджують, відповідають співвідношенням ізотопів у всіх екземплярах цих метеоритних груп, проте не є сумісними із Земними ізотопними композиціями. Назви груп походять від назв перших метеоритів, які започаткували відповідні групи, а найменування тих, в свою чергу, походять від назви місцевості, в якій вони були виявлені.

### Шерготити
Грубо кажучи, три чверті всіх марсіанських метеоритів можна віднести до групи шерготитів. Ця група отримала свою назву від метеорита Shergotty, який впав у районі містечка Шергаті, Індія, у 1865 році.

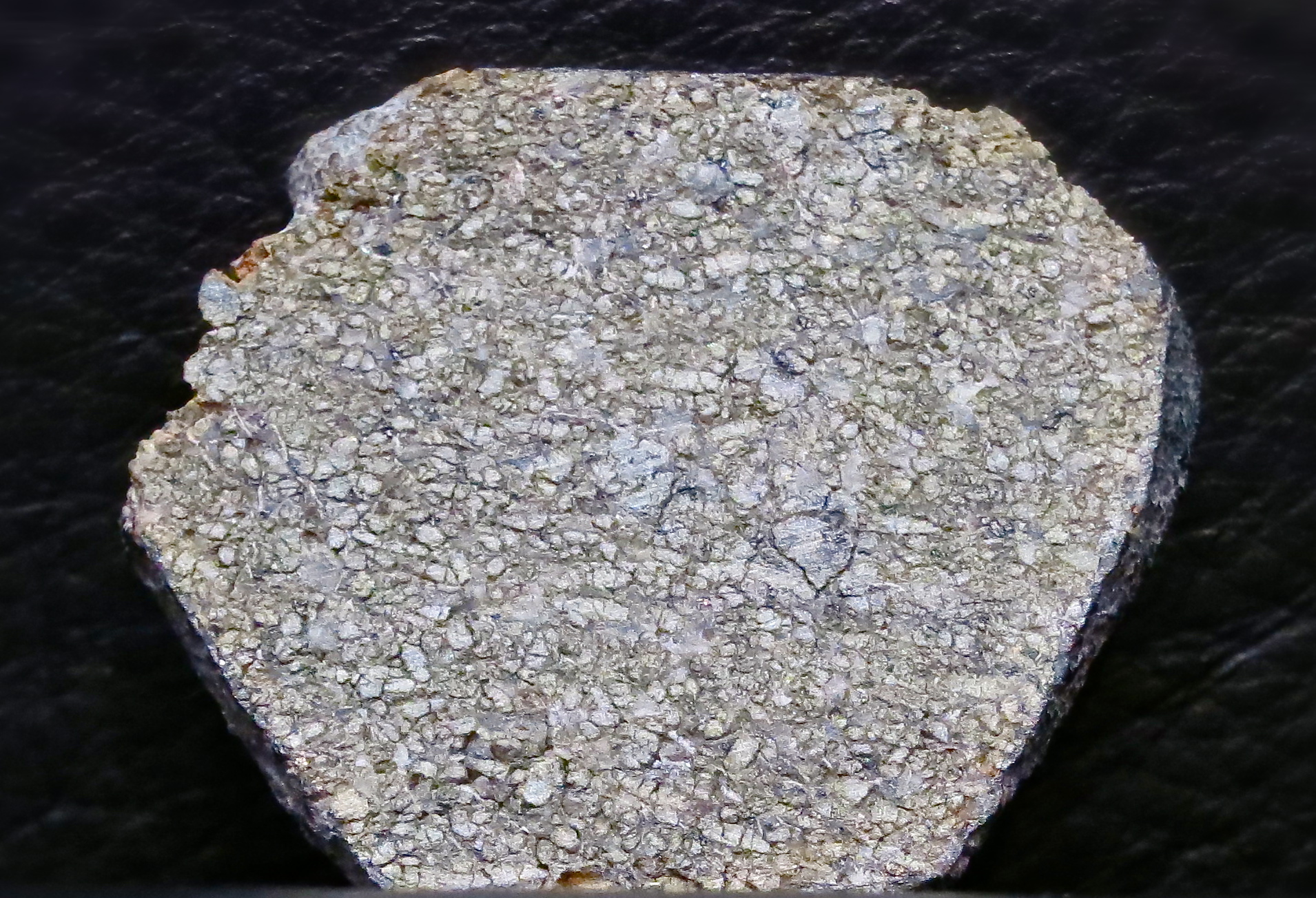
NWA 6963, шерготит, знайдений у Марокко, вересень 2011 року.

За літологією шерготити відносяться до ряду магматичних порід від основної до ультраосновної. Їх також ділять на три додаткові групи за ознакою мінерального складу та розміру кристалів, а саме — на базальтові, олівіно-фенокристові (такі як група метеоритів, виявлена поблизу містечка Тіссінт у Марокко в 2011 році) та лерцолітові шерготити. До того ж їх можна класифікувати й ще по-іншому, розподіливши їх на чотири групи за вмістом рідкісноземельних елементів. Дві останні системи класифікації є несумісними одна з одною, що вказує на складне співвідношення хімічного та мінерального складу різних батьківських марсіанських магматичних та інших порід, з яких сформовані шерготити.
Видається правдоподібним, що шерготити викристалізувались всього лиш 180 мільйонів років тому, а отже вони є напрочуд молодими, зважаючи на те, наскільки древньою видається більша частина марсіанської поверхні, та й на малий розмір самого Марса. І саме зважаючи на ці факти дехто дотримується думки, що шерготити є набагато старшими за той вік, який їм приписують. Цей «парадокс віку шерготитів» залишається нерозв'язаним до цього часу, і все ще є площиною, в якій ведуться активні дослідження та точаться дебати.
Кратер Мохаве віком у 3 мільйони років та діаметром у 58.5 км, який є наймолодшим серед усіх кратерів такого розміру на планеті, був ідентифікований як найімовірніше джерело цих метеоритів.

### Накліти

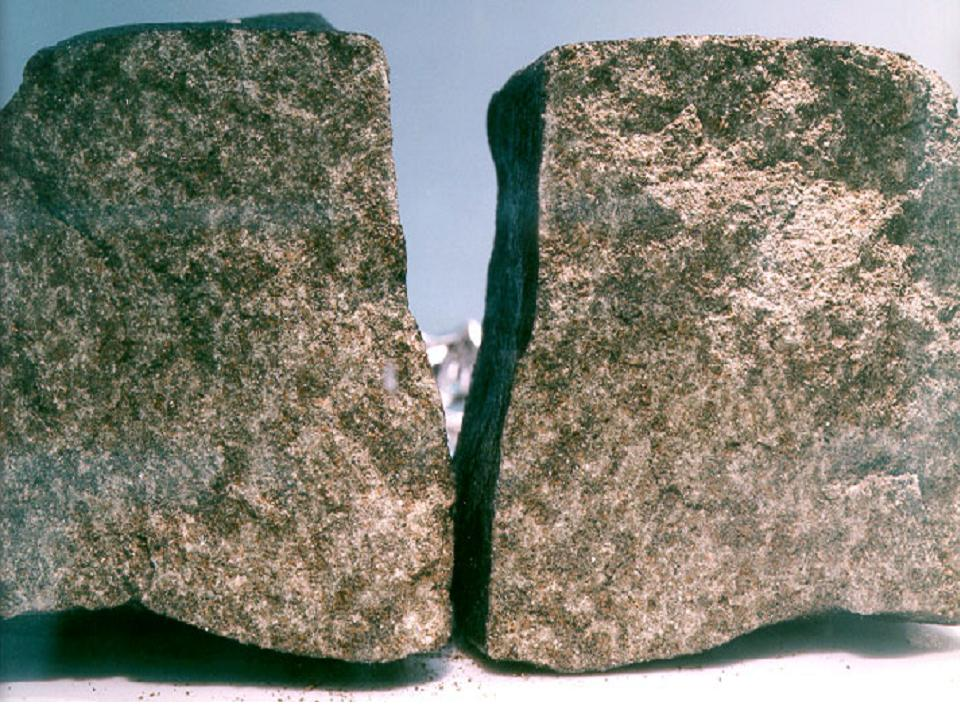
Метеорит Nakhla: два його уламки та їх внутрішні поверхні після того. як екземпляр був розламаний у 1998 році.

Накліти отримали свою назву від першого з них — метеорита Nakhla, який приземлився в районі селища Ель-Нахла, Александрія, Єгипет, у 1911 році. Його масу оцінили у 10 кг.
Накліти — це уламки магматичної породи, багатої на авгіт. Вони були утворені із базальтової магми близько 1.3 мільярда років тому. Вони містять авгітові та олівінові кристали. Вік їхньої кристалізації, якщо порівнювати його із хронологією появи кратерів у різних регіонах Марса, дозволяє припустити, що Накліти були утворені в процесі масштабного вулканічного формування: або Фарсиди, або Елізія або ж Великого Сирта.
Було доведено, що Накліти перебували в якомусь водному середовищі близько 620 мільйонів років тому, а викинуті з Марса були близько 10.75 мільйона років тому в результаті падіння на планету астероїда. Метеорити цієї групи потрапляли на Землю впродовж останніх 10 000 років.

### Шасиньїти
Перший шасиньїт, метеорит Chassigny, впав у районі Шассіньї, Верхня Марна, Франція, у 1815 році. Окрім нього був виявлений всього лиш один інший шасиньїт, який отримав назву Northwest Africa (NWA) 2737. Метеорит NWA 2737 був знайдений у Марокко, або Західній Сахарі у серпні 2000 року мисливцями за метеоритами Бруно Фектеєм та Карін Бідо, які присвоїли своїй знахідці тимчасове ім'я — «Дідро» (фр. «Diderot»). Дослідження, виконані командою науковців Бека (Beck et al.) продемонстрували, що його «мінералогія, основний та другорядний хімічний склад, так само як і ізотопи кисню, свідчать про безперечно марсіанське походження та високу спорідненість із метеоритом Chassigny.»

### Позагрупові метеорити

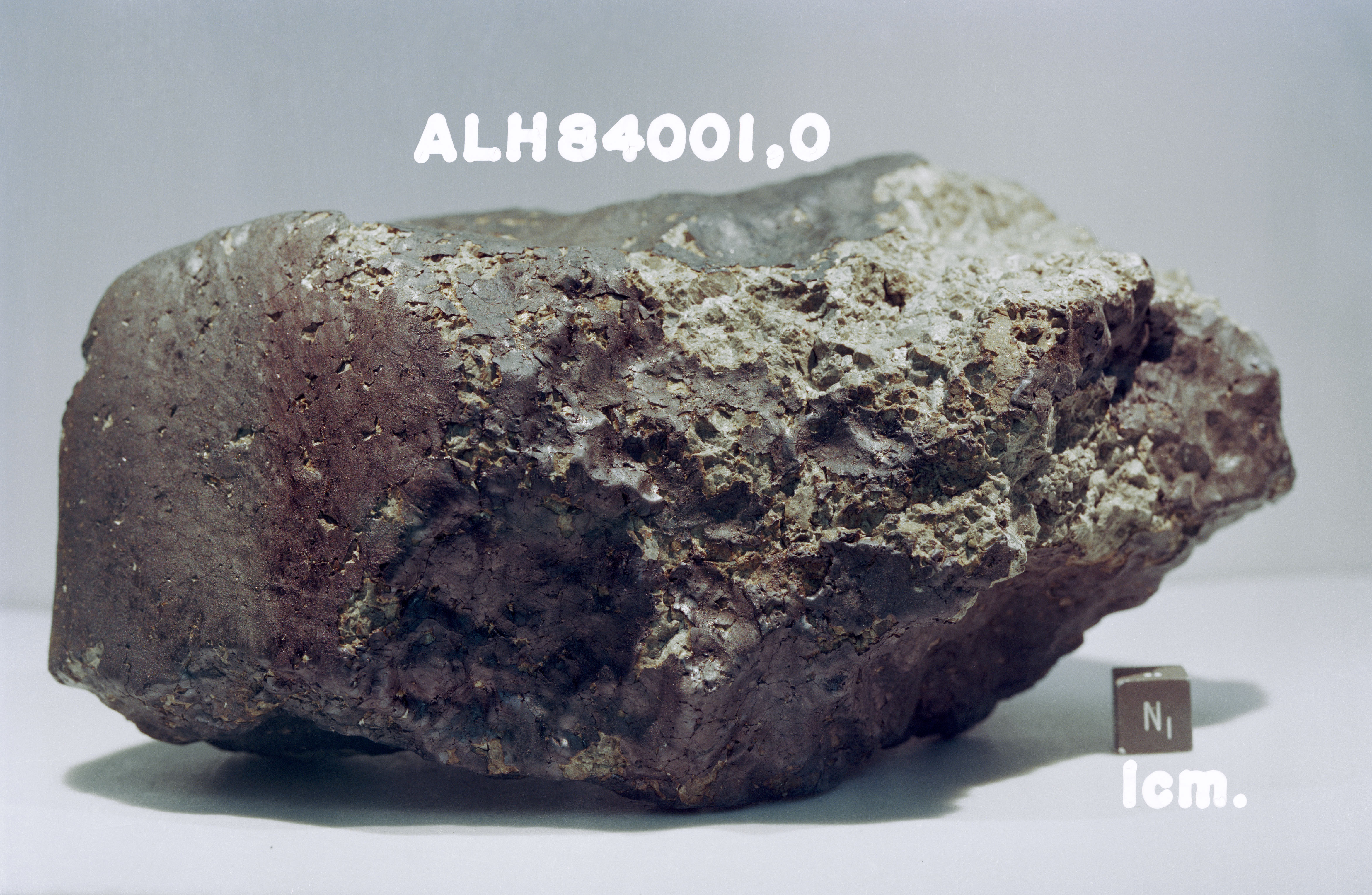
Allan Hills 84001 (ALH 84001)

До таких метеоритів належить відомий екземпляр — Allan Hills 84001, який має, порівняно з іншими марсіанськими метеоритами, відмінний тип скельної породи: він є ортопіроксенітом (магматична порода. яка складається переважно із ортопіроксену). Саме тому його класифікують як такого, що належить до окремої групи, а саме — «OPX» (від англ. orthopyroxenite). Цьому метеориту було приділено чимало уваги після того, як електронний мікроскоп виявив на ньому структури, що могли виявитись скам'янілими рештками бактерієподібних форм життя. Станом на 2005 рік, було встановлено науковий консенсус щодо того, що мікроскопічні скам'янілості не можуть вважатися доказом життя на Марсі, а швидше за все є результатом земного забруднення біоплівкою. Проте вже у 2009 році в результаті нових аналізів було відкинуто можливість земного чи небіологічного походження, що стало досить вагомим доказом існування в минулому життя на Марсі, хоча насправді в середовищі науковців мало хто вірить у вірність таких висновків. ALH 84001 — настільки ж древній, як і базальтові та посередні за хімічним складом шерготитові групи — тобто, його вік становить близько 4.1 мільярда років.
У березні 2004 року була висловлена гіпотеза, що унікальний метеорит Kaidun, який приземлився в Ємені 12 березня 1980 року, може походити із супутника Марса — Фобоса. Оскільки Фобос має певну схожість із астероїдами типу C, та оскільки метеорит Kaidun є вуглецевим хондритом, він не є марсіанським метеоритом у прямому сенсі. Однак він цілком може містити невеликі фрагменти матерії із поверхні Марса.

## Походження
Більшість метеоритів групи SNC є порівняно молодими за віком, якщо порівнювати з іншими метеоритами, і дають підстави вважати, що вулканічна активність на Марсі була присутня ще декілька сотень мільйонів років тому. Молодий вік формування марсіанських метеоритів був одною із перших розпізнаних їх характеристик, яка й дозволила припускати про походження цих метеоритів із такого планетного тіла, як Марс. З-поміж всіх марсіанських метеоритів лише ALH 84001 та NWA 7034 мають ізотопний вік понад 1400 Ma (Ma = мільйонів років). Всі Накліти, так само як і Chassigny та NWA 2737, дають вік формування дуже схожий, а то й ідентичний один одному — близько 1300 Ma, як було визначено за допомогою різних методів ізотопного датування. Вік формування, який був визначений для багатьох шерготитів — варіюється, і є значно меншим — у більшості випадків ~150-575 Ma. Хронологічна історія шерготитів не є достатньо зрозумілою, а декілька дослідників припускають, що їх вік може бути більшим аніж той, який був визначений методом ізотопного датування, хоча більшість науковців не підтримують такого припущення. Вік формування SNC-метеоритів часто пов'язують також із періодом часу, протягом якого вони піддавалися опроміненню космічними променями (англ. cosmic ray exposure, CRE), що визначається шляхом дослідження ядерних продуктів взаємодії метеорита із зарядженими частинками космічної радіації під час перебування у відкритому космосі. Таким чином, вік CRE всіх досліджених Наклітів становить приблизно 11 Ma, і якщо пов'язати цей вік із ймовірно однаковим для всіх цих метеоритів віком формування батьківських порід, можна зробити цілком вагоме припущення про те, що викидання Наклітів із Марса у відкритий космос відбулося в єдиній місцевості, в результаті єдиної імпактної події. Складається враження, що шерготити теж утворюють окремі групи на основі їхнього віку CRE та віку початкового формування породи, знову ж таки натякаючи на те, що окремі групи із декількох шерготитів були викинуті із Марса в результаті окремих для кожної групи імпактних подій. Однак, вік CRE серед шерготитів варіюється досить істотно (~0.5-19 Ma), що змушує робити припущення про декілька відмінних в часі імпактних подій на Марсі, в результаті яких і утворилися всі відомі на сьогодні шерготити. Було підтверджено, що на Марсі немає великих і молодих за віком кратерів, які б можна було розглядати як потенційні джерела марсіанських метеоритів на Землі, але в результаті нещодавніх досліджень було виявлено ймовірне джерело, з якого може походити метеорит ALH 84001, а також ймовірне джерело інших шерготитів.
За нещодавньою інформацією, шерготити, ймовірно, походять із марсіанського кратера Мохаве.

### Оцінки віку на основі впливу космічного випромінювання
Проміжок часу, проведений метеоритом у космічному просторі в період між викиданням з Марса та потраплянням на Землю, можна приблизно виміряти на основі впливу на нього космічної радіації, а саме — визначивши ізотопні співвідношення благородних газів. Метеорити групуються у своєрідні сімейства, кожне з яких може мати стосунок до окремої імпактної події на Марсі.
Тому існує думка, що метеорити утворювались внаслідок порівняно нечисленних імпактних подій, які трапляються на Марсі в середньому кожних кілька мільйонів років. Космічні тіла, падіння яких здатне викинути шматки марсіанської породи у відкритий космос, тим самим утворюючи нові метеорити, мали б бути по кілька кілометрів в діаметрі, а кратери, утворювані ними на марсіанській поверхні, мали б мати в діаметрі по декілька десятків кілометрів. Моделювання зіткнень із космічними тілами на Марсі цілком відповідає всім вказаним висновкам.
До груп метеоритів, для яких було приблизно визначено час імпактної події на Марсі, в результаті якої вони були викинуті у космос, належать:
| Тип                                        | Вік (млн р.) |
| ------------------------------------------ | ------------ |
| Dhofar 019, олівіно-фенокристовий шерготит | 19.8 ± 2.3   |
| ALH 84001, ортопіроксеніт                  | 15.0 ± 0.8   |
| Дуніт (Chassigny)                          | 11.1 ± 1.6   |
| П'ять Наклітів                             | 10.6 ± 1.0   |
| Лерцоліти                                  | 3.8-4.7      |
| Шість базальтових шерготитів               | 2.4-3.0      |
| П'ять олівіно-фенокристових шерготитів     | 1.2 ± 0.1    |
| EET 79001                                  | 0.73 ± 0.15  |

## Ймовірні ознаки життя
У декількох марсіанських метеоритах було виявлено певні особливості, які сприймаються деякими дослідниками як ознака скам'янілих марсіанських форм життя. Найпримітнішим у цьому плані є знайдений у горах Аллан Гіллз в Антарктиді метеорит ALH 84001. Викидання його з поверхні Марса у відкритий космос відбулося, схоже, близько 16 мільйонів років тому. Падіння на Землю відбулося близько 13 000 років тому. Тріщини в породі метеорита заповнились вуглецевими матеріалами (що є ознакою того, що в місці його формування в період між 4 та 3.6 мільйонів років тому були присутні ґрунтові води. Були також виявлені ознаки поліциклічних ароматичних вуглеводнів , рівень яких збільшується від поверхні в напрямку внутрішніх шарів породи метеорита. Інші метеорити з Антарктиди не містять таких вуглеводнів. Вважається, що земне забруднення мало б бути найбільшим у верхніх шарах метеорита. Певні мінерали відкладені у тріщинах на поверхні нерівномірно, наприклад, залізо — відкладене у вигляді магнетиту, що, як стверджують, є типовим для біовідкладень на Землі. Були виявлені також структури яйцеподібної та трубчастої форми, які можуть бути скам'янілостями нанобактерій у вуглецевому матеріалі, яким заповнені тріщини на поверхні (за даними таких дослідників, як Мак-Кей, Ґібсон, Томас-Кептра, Зер). Мікропалеонтолог Шопф, який описав декілька найважливіших скупчень земних бактерій, дослідив метеорит ALH 84001 та висловив думку, що згадані структури є надто малими, аби бути земними бактеріями, і як на нього, то не надто й виглядають на скам'янілі форми життя взагалі. Щоправда, розмір виявлених структур є цілком відповідним для земних «нанобактерій», проте саме існування таких нанобактерій є спірним.
В результаті багатьох досліджень метеорита достовірність існування скам'янілостей у ньому була піддана сумніву. Наприклад, було виявлено, що більшість органічної матерії, знайденої у метеориті, має земне походження. Однак останні дослідження дозволяють припускати, що магнетит в метеориті міг бути утвореним внаслідок діяльності марсіанських мікроорганізмів. Результати аналізів, опубліковані в журналі Геохімічного та метеоритного товариства, були отримані з використанням більш високоякісних електронних мікроскопів, ніж ті, які були використані для таких самих аналізів у 1996 році. Серйозна складність у вивченні магнетитів та з твердженнями про їх біогенне походження, полягає у тому, що більшість з них демонструють топотактичне кристалографічне співвідношення із властивими цьому метеориту карбонатами (тобто, існує певне співвідношення в 3D-орієнтації між магнетитовими та карбонатними кристалографічними решітками), що є досить вагомою ознакою того, що магнетити могли сформуватись in situ в результаті певного фізико-хімічного механізму.